# О’Салливан, Бартоломью
|   | a | b | c | d | e | f | g | h |   |
| - | --- | --- | --- | --- | --- | --- | --- | --- | - |
| 8 | a8 чёрная ладья · b8 чёрный конь · d8 чёрный ферзь · f8 чёрная ладья · g8 чёрный король · a7 чёрная пешка · b7 чёрный слон · c7 чёрная пешка · d7 чёрная пешка · e7 чёрный слон · f7 чёрная пешка · g7 чёрная пешка · h7 чёрная пешка · b6 чёрная пешка · e6 чёрная пешка · g5 белый конь · c4 белая пешка · d4 белая пешка · c3 чёрный конь · g3 белая пешка · a2 белая пешка · b2 белая пешка · c2 белый ферзь · e2 белая пешка · f2 белая пешка · g2 белый слон · h2 белая пешка · a1 белая ладья · c1 белый слон · f1 белая ладья · g1 белый король | a8 чёрная ладья · b8 чёрный конь · d8 чёрный ферзь · f8 чёрная ладья · g8 чёрный король · a7 чёрная пешка · b7 чёрный слон · c7 чёрная пешка · d7 чёрная пешка · e7 чёрный слон · f7 чёрная пешка · g7 чёрная пешка · h7 чёрная пешка · b6 чёрная пешка · e6 чёрная пешка · g5 белый конь · c4 белая пешка · d4 белая пешка · c3 чёрный конь · g3 белая пешка · a2 белая пешка · b2 белая пешка · c2 белый ферзь · e2 белая пешка · f2 белая пешка · g2 белый слон · h2 белая пешка · a1 белая ладья · c1 белый слон · f1 белая ладья · g1 белый король | a8 чёрная ладья · b8 чёрный конь · d8 чёрный ферзь · f8 чёрная ладья · g8 чёрный король · a7 чёрная пешка · b7 чёрный слон · c7 чёрная пешка · d7 чёрная пешка · e7 чёрный слон · f7 чёрная пешка · g7 чёрная пешка · h7 чёрная пешка · b6 чёрная пешка · e6 чёрная пешка · g5 белый конь · c4 белая пешка · d4 белая пешка · c3 чёрный конь · g3 белая пешка · a2 белая пешка · b2 белая пешка · c2 белый ферзь · e2 белая пешка · f2 белая пешка · g2 белый слон · h2 белая пешка · a1 белая ладья · c1 белый слон · f1 белая ладья · g1 белый король | a8 чёрная ладья · b8 чёрный конь · d8 чёрный ферзь · f8 чёрная ладья · g8 чёрный король · a7 чёрная пешка · b7 чёрный слон · c7 чёрная пешка · d7 чёрная пешка · e7 чёрный слон · f7 чёрная пешка · g7 чёрная пешка · h7 чёрная пешка · b6 чёрная пешка · e6 чёрная пешка · g5 белый конь · c4 белая пешка · d4 белая пешка · c3 чёрный конь · g3 белая пешка · a2 белая пешка · b2 белая пешка · c2 белый ферзь · e2 белая пешка · f2 белая пешка · g2 белый слон · h2 белая пешка · a1 белая ладья · c1 белый слон · f1 белая ладья · g1 белый король | a8 чёрная ладья · b8 чёрный конь · d8 чёрный ферзь · f8 чёрная ладья · g8 чёрный король · a7 чёрная пешка · b7 чёрный слон · c7 чёрная пешка · d7 чёрная пешка · e7 чёрный слон · f7 чёрная пешка · g7 чёрная пешка · h7 чёрная пешка · b6 чёрная пешка · e6 чёрная пешка · g5 белый конь · c4 белая пешка · d4 белая пешка · c3 чёрный конь · g3 белая пешка · a2 белая пешка · b2 белая пешка · c2 белый ферзь · e2 белая пешка · f2 белая пешка · g2 белый слон · h2 белая пешка · a1 белая ладья · c1 белый слон · f1 белая ладья · g1 белый король | a8 чёрная ладья · b8 чёрный конь · d8 чёрный ферзь · f8 чёрная ладья · g8 чёрный король · a7 чёрная пешка · b7 чёрный слон · c7 чёрная пешка · d7 чёрная пешка · e7 чёрный слон · f7 чёрная пешка · g7 чёрная пешка · h7 чёрная пешка · b6 чёрная пешка · e6 чёрная пешка · g5 белый конь · c4 белая пешка · d4 белая пешка · c3 чёрный конь · g3 белая пешка · a2 белая пешка · b2 белая пешка · c2 белый ферзь · e2 белая пешка · f2 белая пешка · g2 белый слон · h2 белая пешка · a1 белая ладья · c1 белый слон · f1 белая ладья · g1 белый король | a8 чёрная ладья · b8 чёрный конь · d8 чёрный ферзь · f8 чёрная ладья · g8 чёрный король · a7 чёрная пешка · b7 чёрный слон · c7 чёрная пешка · d7 чёрная пешка · e7 чёрный слон · f7 чёрная пешка · g7 чёрная пешка · h7 чёрная пешка · b6 чёрная пешка · e6 чёрная пешка · g5 белый конь · c4 белая пешка · d4 белая пешка · c3 чёрный конь · g3 белая пешка · a2 белая пешка · b2 белая пешка · c2 белый ферзь · e2 белая пешка · f2 белая пешка · g2 белый слон · h2 белая пешка · a1 белая ладья · c1 белый слон · f1 белая ладья · g1 белый король | a8 чёрная ладья · b8 чёрный конь · d8 чёрный ферзь · f8 чёрная ладья · g8 чёрный король · a7 чёрная пешка · b7 чёрный слон · c7 чёрная пешка · d7 чёрная пешка · e7 чёрный слон · f7 чёрная пешка · g7 чёрная пешка · h7 чёрная пешка · b6 чёрная пешка · e6 чёрная пешка · g5 белый конь · c4 белая пешка · d4 белая пешка · c3 чёрный конь · g3 белая пешка · a2 белая пешка · b2 белая пешка · c2 белый ферзь · e2 белая пешка · f2 белая пешка · g2 белый слон · h2 белая пешка · a1 белая ладья · c1 белый слон · f1 белая ладья · g1 белый король | 8 |
| 7 | a8 чёрная ладья · b8 чёрный конь · d8 чёрный ферзь · f8 чёрная ладья · g8 чёрный король · a7 чёрная пешка · b7 чёрный слон · c7 чёрная пешка · d7 чёрная пешка · e7 чёрный слон · f7 чёрная пешка · g7 чёрная пешка · h7 чёрная пешка · b6 чёрная пешка · e6 чёрная пешка · g5 белый конь · c4 белая пешка · d4 белая пешка · c3 чёрный конь · g3 белая пешка · a2 белая пешка · b2 белая пешка · c2 белый ферзь · e2 белая пешка · f2 белая пешка · g2 белый слон · h2 белая пешка · a1 белая ладья · c1 белый слон · f1 белая ладья · g1 белый король | a8 чёрная ладья · b8 чёрный конь · d8 чёрный ферзь · f8 чёрная ладья · g8 чёрный король · a7 чёрная пешка · b7 чёрный слон · c7 чёрная пешка · d7 чёрная пешка · e7 чёрный слон · f7 чёрная пешка · g7 чёрная пешка · h7 чёрная пешка · b6 чёрная пешка · e6 чёрная пешка · g5 белый конь · c4 белая пешка · d4 белая пешка · c3 чёрный конь · g3 белая пешка · a2 белая пешка · b2 белая пешка · c2 белый ферзь · e2 белая пешка · f2 белая пешка · g2 белый слон · h2 белая пешка · a1 белая ладья · c1 белый слон · f1 белая ладья · g1 белый король | a8 чёрная ладья · b8 чёрный конь · d8 чёрный ферзь · f8 чёрная ладья · g8 чёрный король · a7 чёрная пешка · b7 чёрный слон · c7 чёрная пешка · d7 чёрная пешка · e7 чёрный слон · f7 чёрная пешка · g7 чёрная пешка · h7 чёрная пешка · b6 чёрная пешка · e6 чёрная пешка · g5 белый конь · c4 белая пешка · d4 белая пешка · c3 чёрный конь · g3 белая пешка · a2 белая пешка · b2 белая пешка · c2 белый ферзь · e2 белая пешка · f2 белая пешка · g2 белый слон · h2 белая пешка · a1 белая ладья · c1 белый слон · f1 белая ладья · g1 белый король | a8 чёрная ладья · b8 чёрный конь · d8 чёрный ферзь · f8 чёрная ладья · g8 чёрный король · a7 чёрная пешка · b7 чёрный слон · c7 чёрная пешка · d7 чёрная пешка · e7 чёрный слон · f7 чёрная пешка · g7 чёрная пешка · h7 чёрная пешка · b6 чёрная пешка · e6 чёрная пешка · g5 белый конь · c4 белая пешка · d4 белая пешка · c3 чёрный конь · g3 белая пешка · a2 белая пешка · b2 белая пешка · c2 белый ферзь · e2 белая пешка · f2 белая пешка · g2 белый слон · h2 белая пешка · a1 белая ладья · c1 белый слон · f1 белая ладья · g1 белый король | a8 чёрная ладья · b8 чёрный конь · d8 чёрный ферзь · f8 чёрная ладья · g8 чёрный король · a7 чёрная пешка · b7 чёрный слон · c7 чёрная пешка · d7 чёрная пешка · e7 чёрный слон · f7 чёрная пешка · g7 чёрная пешка · h7 чёрная пешка · b6 чёрная пешка · e6 чёрная пешка · g5 белый конь · c4 белая пешка · d4 белая пешка · c3 чёрный конь · g3 белая пешка · a2 белая пешка · b2 белая пешка · c2 белый ферзь · e2 белая пешка · f2 белая пешка · g2 белый слон · h2 белая пешка · a1 белая ладья · c1 белый слон · f1 белая ладья · g1 белый король | a8 чёрная ладья · b8 чёрный конь · d8 чёрный ферзь · f8 чёрная ладья · g8 чёрный король · a7 чёрная пешка · b7 чёрный слон · c7 чёрная пешка · d7 чёрная пешка · e7 чёрный слон · f7 чёрная пешка · g7 чёрная пешка · h7 чёрная пешка · b6 чёрная пешка · e6 чёрная пешка · g5 белый конь · c4 белая пешка · d4 белая пешка · c3 чёрный конь · g3 белая пешка · a2 белая пешка · b2 белая пешка · c2 белый ферзь · e2 белая пешка · f2 белая пешка · g2 белый слон · h2 белая пешка · a1 белая ладья · c1 белый слон · f1 белая ладья · g1 белый король | a8 чёрная ладья · b8 чёрный конь · d8 чёрный ферзь · f8 чёрная ладья · g8 чёрный король · a7 чёрная пешка · b7 чёрный слон · c7 чёрная пешка · d7 чёрная пешка · e7 чёрный слон · f7 чёрная пешка · g7 чёрная пешка · h7 чёрная пешка · b6 чёрная пешка · e6 чёрная пешка · g5 белый конь · c4 белая пешка · d4 белая пешка · c3 чёрный конь · g3 белая пешка · a2 белая пешка · b2 белая пешка · c2 белый ферзь · e2 белая пешка · f2 белая пешка · g2 белый слон · h2 белая пешка · a1 белая ладья · c1 белый слон · f1 белая ладья · g1 белый король | a8 чёрная ладья · b8 чёрный конь · d8 чёрный ферзь · f8 чёрная ладья · g8 чёрный король · a7 чёрная пешка · b7 чёрный слон · c7 чёрная пешка · d7 чёрная пешка · e7 чёрный слон · f7 чёрная пешка · g7 чёрная пешка · h7 чёрная пешка · b6 чёрная пешка · e6 чёрная пешка · g5 белый конь · c4 белая пешка · d4 белая пешка · c3 чёрный конь · g3 белая пешка · a2 белая пешка · b2 белая пешка · c2 белый ферзь · e2 белая пешка · f2 белая пешка · g2 белый слон · h2 белая пешка · a1 белая ладья · c1 белый слон · f1 белая ладья · g1 белый король | 7 |
| 6 | a8 чёрная ладья · b8 чёрный конь · d8 чёрный ферзь · f8 чёрная ладья · g8 чёрный король · a7 чёрная пешка · b7 чёрный слон · c7 чёрная пешка · d7 чёрная пешка · e7 чёрный слон · f7 чёрная пешка · g7 чёрная пешка · h7 чёрная пешка · b6 чёрная пешка · e6 чёрная пешка · g5 белый конь · c4 белая пешка · d4 белая пешка · c3 чёрный конь · g3 белая пешка · a2 белая пешка · b2 белая пешка · c2 белый ферзь · e2 белая пешка · f2 белая пешка · g2 белый слон · h2 белая пешка · a1 белая ладья · c1 белый слон · f1 белая ладья · g1 белый король | a8 чёрная ладья · b8 чёрный конь · d8 чёрный ферзь · f8 чёрная ладья · g8 чёрный король · a7 чёрная пешка · b7 чёрный слон · c7 чёрная пешка · d7 чёрная пешка · e7 чёрный слон · f7 чёрная пешка · g7 чёрная пешка · h7 чёрная пешка · b6 чёрная пешка · e6 чёрная пешка · g5 белый конь · c4 белая пешка · d4 белая пешка · c3 чёрный конь · g3 белая пешка · a2 белая пешка · b2 белая пешка · c2 белый ферзь · e2 белая пешка · f2 белая пешка · g2 белый слон · h2 белая пешка · a1 белая ладья · c1 белый слон · f1 белая ладья · g1 белый король | a8 чёрная ладья · b8 чёрный конь · d8 чёрный ферзь · f8 чёрная ладья · g8 чёрный король · a7 чёрная пешка · b7 чёрный слон · c7 чёрная пешка · d7 чёрная пешка · e7 чёрный слон · f7 чёрная пешка · g7 чёрная пешка · h7 чёрная пешка · b6 чёрная пешка · e6 чёрная пешка · g5 белый конь · c4 белая пешка · d4 белая пешка · c3 чёрный конь · g3 белая пешка · a2 белая пешка · b2 белая пешка · c2 белый ферзь · e2 белая пешка · f2 белая пешка · g2 белый слон · h2 белая пешка · a1 белая ладья · c1 белый слон · f1 белая ладья · g1 белый король | a8 чёрная ладья · b8 чёрный конь · d8 чёрный ферзь · f8 чёрная ладья · g8 чёрный король · a7 чёрная пешка · b7 чёрный слон · c7 чёрная пешка · d7 чёрная пешка · e7 чёрный слон · f7 чёрная пешка · g7 чёрная пешка · h7 чёрная пешка · b6 чёрная пешка · e6 чёрная пешка · g5 белый конь · c4 белая пешка · d4 белая пешка · c3 чёрный конь · g3 белая пешка · a2 белая пешка · b2 белая пешка · c2 белый ферзь · e2 белая пешка · f2 белая пешка · g2 белый слон · h2 белая пешка · a1 белая ладья · c1 белый слон · f1 белая ладья · g1 белый король | a8 чёрная ладья · b8 чёрный конь · d8 чёрный ферзь · f8 чёрная ладья · g8 чёрный король · a7 чёрная пешка · b7 чёрный слон · c7 чёрная пешка · d7 чёрная пешка · e7 чёрный слон · f7 чёрная пешка · g7 чёрная пешка · h7 чёрная пешка · b6 чёрная пешка · e6 чёрная пешка · g5 белый конь · c4 белая пешка · d4 белая пешка · c3 чёрный конь · g3 белая пешка · a2 белая пешка · b2 белая пешка · c2 белый ферзь · e2 белая пешка · f2 белая пешка · g2 белый слон · h2 белая пешка · a1 белая ладья · c1 белый слон · f1 белая ладья · g1 белый король | a8 чёрная ладья · b8 чёрный конь · d8 чёрный ферзь · f8 чёрная ладья · g8 чёрный король · a7 чёрная пешка · b7 чёрный слон · c7 чёрная пешка · d7 чёрная пешка · e7 чёрный слон · f7 чёрная пешка · g7 чёрная пешка · h7 чёрная пешка · b6 чёрная пешка · e6 чёрная пешка · g5 белый конь · c4 белая пешка · d4 белая пешка · c3 чёрный конь · g3 белая пешка · a2 белая пешка · b2 белая пешка · c2 белый ферзь · e2 белая пешка · f2 белая пешка · g2 белый слон · h2 белая пешка · a1 белая ладья · c1 белый слон · f1 белая ладья · g1 белый король | a8 чёрная ладья · b8 чёрный конь · d8 чёрный ферзь · f8 чёрная ладья · g8 чёрный король · a7 чёрная пешка · b7 чёрный слон · c7 чёрная пешка · d7 чёрная пешка · e7 чёрный слон · f7 чёрная пешка · g7 чёрная пешка · h7 чёрная пешка · b6 чёрная пешка · e6 чёрная пешка · g5 белый конь · c4 белая пешка · d4 белая пешка · c3 чёрный конь · g3 белая пешка · a2 белая пешка · b2 белая пешка · c2 белый ферзь · e2 белая пешка · f2 белая пешка · g2 белый слон · h2 белая пешка · a1 белая ладья · c1 белый слон · f1 белая ладья · g1 белый король | a8 чёрная ладья · b8 чёрный конь · d8 чёрный ферзь · f8 чёрная ладья · g8 чёрный король · a7 чёрная пешка · b7 чёрный слон · c7 чёрная пешка · d7 чёрная пешка · e7 чёрный слон · f7 чёрная пешка · g7 чёрная пешка · h7 чёрная пешка · b6 чёрная пешка · e6 чёрная пешка · g5 белый конь · c4 белая пешка · d4 белая пешка · c3 чёрный конь · g3 белая пешка · a2 белая пешка · b2 белая пешка · c2 белый ферзь · e2 белая пешка · f2 белая пешка · g2 белый слон · h2 белая пешка · a1 белая ладья · c1 белый слон · f1 белая ладья · g1 белый король | 6 |
| 5 | a8 чёрная ладья · b8 чёрный конь · d8 чёрный ферзь · f8 чёрная ладья · g8 чёрный король · a7 чёрная пешка · b7 чёрный слон · c7 чёрная пешка · d7 чёрная пешка · e7 чёрный слон · f7 чёрная пешка · g7 чёрная пешка · h7 чёрная пешка · b6 чёрная пешка · e6 чёрная пешка · g5 белый конь · c4 белая пешка · d4 белая пешка · c3 чёрный конь · g3 белая пешка · a2 белая пешка · b2 белая пешка · c2 белый ферзь · e2 белая пешка · f2 белая пешка · g2 белый слон · h2 белая пешка · a1 белая ладья · c1 белый слон · f1 белая ладья · g1 белый король | a8 чёрная ладья · b8 чёрный конь · d8 чёрный ферзь · f8 чёрная ладья · g8 чёрный король · a7 чёрная пешка · b7 чёрный слон · c7 чёрная пешка · d7 чёрная пешка · e7 чёрный слон · f7 чёрная пешка · g7 чёрная пешка · h7 чёрная пешка · b6 чёрная пешка · e6 чёрная пешка · g5 белый конь · c4 белая пешка · d4 белая пешка · c3 чёрный конь · g3 белая пешка · a2 белая пешка · b2 белая пешка · c2 белый ферзь · e2 белая пешка · f2 белая пешка · g2 белый слон · h2 белая пешка · a1 белая ладья · c1 белый слон · f1 белая ладья · g1 белый король | a8 чёрная ладья · b8 чёрный конь · d8 чёрный ферзь · f8 чёрная ладья · g8 чёрный король · a7 чёрная пешка · b7 чёрный слон · c7 чёрная пешка · d7 чёрная пешка · e7 чёрный слон · f7 чёрная пешка · g7 чёрная пешка · h7 чёрная пешка · b6 чёрная пешка · e6 чёрная пешка · g5 белый конь · c4 белая пешка · d4 белая пешка · c3 чёрный конь · g3 белая пешка · a2 белая пешка · b2 белая пешка · c2 белый ферзь · e2 белая пешка · f2 белая пешка · g2 белый слон · h2 белая пешка · a1 белая ладья · c1 белый слон · f1 белая ладья · g1 белый король | a8 чёрная ладья · b8 чёрный конь · d8 чёрный ферзь · f8 чёрная ладья · g8 чёрный король · a7 чёрная пешка · b7 чёрный слон · c7 чёрная пешка · d7 чёрная пешка · e7 чёрный слон · f7 чёрная пешка · g7 чёрная пешка · h7 чёрная пешка · b6 чёрная пешка · e6 чёрная пешка · g5 белый конь · c4 белая пешка · d4 белая пешка · c3 чёрный конь · g3 белая пешка · a2 белая пешка · b2 белая пешка · c2 белый ферзь · e2 белая пешка · f2 белая пешка · g2 белый слон · h2 белая пешка · a1 белая ладья · c1 белый слон · f1 белая ладья · g1 белый король | a8 чёрная ладья · b8 чёрный конь · d8 чёрный ферзь · f8 чёрная ладья · g8 чёрный король · a7 чёрная пешка · b7 чёрный слон · c7 чёрная пешка · d7 чёрная пешка · e7 чёрный слон · f7 чёрная пешка · g7 чёрная пешка · h7 чёрная пешка · b6 чёрная пешка · e6 чёрная пешка · g5 белый конь · c4 белая пешка · d4 белая пешка · c3 чёрный конь · g3 белая пешка · a2 белая пешка · b2 белая пешка · c2 белый ферзь · e2 белая пешка · f2 белая пешка · g2 белый слон · h2 белая пешка · a1 белая ладья · c1 белый слон · f1 белая ладья · g1 белый король | a8 чёрная ладья · b8 чёрный конь · d8 чёрный ферзь · f8 чёрная ладья · g8 чёрный король · a7 чёрная пешка · b7 чёрный слон · c7 чёрная пешка · d7 чёрная пешка · e7 чёрный слон · f7 чёрная пешка · g7 чёрная пешка · h7 чёрная пешка · b6 чёрная пешка · e6 чёрная пешка · g5 белый конь · c4 белая пешка · d4 белая пешка · c3 чёрный конь · g3 белая пешка · a2 белая пешка · b2 белая пешка · c2 белый ферзь · e2 белая пешка · f2 белая пешка · g2 белый слон · h2 белая пешка · a1 белая ладья · c1 белый слон · f1 белая ладья · g1 белый король | a8 чёрная ладья · b8 чёрный конь · d8 чёрный ферзь · f8 чёрная ладья · g8 чёрный король · a7 чёрная пешка · b7 чёрный слон · c7 чёрная пешка · d7 чёрная пешка · e7 чёрный слон · f7 чёрная пешка · g7 чёрная пешка · h7 чёрная пешка · b6 чёрная пешка · e6 чёрная пешка · g5 белый конь · c4 белая пешка · d4 белая пешка · c3 чёрный конь · g3 белая пешка · a2 белая пешка · b2 белая пешка · c2 белый ферзь · e2 белая пешка · f2 белая пешка · g2 белый слон · h2 белая пешка · a1 белая ладья · c1 белый слон · f1 белая ладья · g1 белый король | a8 чёрная ладья · b8 чёрный конь · d8 чёрный ферзь · f8 чёрная ладья · g8 чёрный король · a7 чёрная пешка · b7 чёрный слон · c7 чёрная пешка · d7 чёрная пешка · e7 чёрный слон · f7 чёрная пешка · g7 чёрная пешка · h7 чёрная пешка · b6 чёрная пешка · e6 чёрная пешка · g5 белый конь · c4 белая пешка · d4 белая пешка · c3 чёрный конь · g3 белая пешка · a2 белая пешка · b2 белая пешка · c2 белый ферзь · e2 белая пешка · f2 белая пешка · g2 белый слон · h2 белая пешка · a1 белая ладья · c1 белый слон · f1 белая ладья · g1 белый король | 5 |
| 4 | a8 чёрная ладья · b8 чёрный конь · d8 чёрный ферзь · f8 чёрная ладья · g8 чёрный король · a7 чёрная пешка · b7 чёрный слон · c7 чёрная пешка · d7 чёрная пешка · e7 чёрный слон · f7 чёрная пешка · g7 чёрная пешка · h7 чёрная пешка · b6 чёрная пешка · e6 чёрная пешка · g5 белый конь · c4 белая пешка · d4 белая пешка · c3 чёрный конь · g3 белая пешка · a2 белая пешка · b2 белая пешка · c2 белый ферзь · e2 белая пешка · f2 белая пешка · g2 белый слон · h2 белая пешка · a1 белая ладья · c1 белый слон · f1 белая ладья · g1 белый король | a8 чёрная ладья · b8 чёрный конь · d8 чёрный ферзь · f8 чёрная ладья · g8 чёрный король · a7 чёрная пешка · b7 чёрный слон · c7 чёрная пешка · d7 чёрная пешка · e7 чёрный слон · f7 чёрная пешка · g7 чёрная пешка · h7 чёрная пешка · b6 чёрная пешка · e6 чёрная пешка · g5 белый конь · c4 белая пешка · d4 белая пешка · c3 чёрный конь · g3 белая пешка · a2 белая пешка · b2 белая пешка · c2 белый ферзь · e2 белая пешка · f2 белая пешка · g2 белый слон · h2 белая пешка · a1 белая ладья · c1 белый слон · f1 белая ладья · g1 белый король | a8 чёрная ладья · b8 чёрный конь · d8 чёрный ферзь · f8 чёрная ладья · g8 чёрный король · a7 чёрная пешка · b7 чёрный слон · c7 чёрная пешка · d7 чёрная пешка · e7 чёрный слон · f7 чёрная пешка · g7 чёрная пешка · h7 чёрная пешка · b6 чёрная пешка · e6 чёрная пешка · g5 белый конь · c4 белая пешка · d4 белая пешка · c3 чёрный конь · g3 белая пешка · a2 белая пешка · b2 белая пешка · c2 белый ферзь · e2 белая пешка · f2 белая пешка · g2 белый слон · h2 белая пешка · a1 белая ладья · c1 белый слон · f1 белая ладья · g1 белый король | a8 чёрная ладья · b8 чёрный конь · d8 чёрный ферзь · f8 чёрная ладья · g8 чёрный король · a7 чёрная пешка · b7 чёрный слон · c7 чёрная пешка · d7 чёрная пешка · e7 чёрный слон · f7 чёрная пешка · g7 чёрная пешка · h7 чёрная пешка · b6 чёрная пешка · e6 чёрная пешка · g5 белый конь · c4 белая пешка · d4 белая пешка · c3 чёрный конь · g3 белая пешка · a2 белая пешка · b2 белая пешка · c2 белый ферзь · e2 белая пешка · f2 белая пешка · g2 белый слон · h2 белая пешка · a1 белая ладья · c1 белый слон · f1 белая ладья · g1 белый король | a8 чёрная ладья · b8 чёрный конь · d8 чёрный ферзь · f8 чёрная ладья · g8 чёрный король · a7 чёрная пешка · b7 чёрный слон · c7 чёрная пешка · d7 чёрная пешка · e7 чёрный слон · f7 чёрная пешка · g7 чёрная пешка · h7 чёрная пешка · b6 чёрная пешка · e6 чёрная пешка · g5 белый конь · c4 белая пешка · d4 белая пешка · c3 чёрный конь · g3 белая пешка · a2 белая пешка · b2 белая пешка · c2 белый ферзь · e2 белая пешка · f2 белая пешка · g2 белый слон · h2 белая пешка · a1 белая ладья · c1 белый слон · f1 белая ладья · g1 белый король | a8 чёрная ладья · b8 чёрный конь · d8 чёрный ферзь · f8 чёрная ладья · g8 чёрный король · a7 чёрная пешка · b7 чёрный слон · c7 чёрная пешка · d7 чёрная пешка · e7 чёрный слон · f7 чёрная пешка · g7 чёрная пешка · h7 чёрная пешка · b6 чёрная пешка · e6 чёрная пешка · g5 белый конь · c4 белая пешка · d4 белая пешка · c3 чёрный конь · g3 белая пешка · a2 белая пешка · b2 белая пешка · c2 белый ферзь · e2 белая пешка · f2 белая пешка · g2 белый слон · h2 белая пешка · a1 белая ладья · c1 белый слон · f1 белая ладья · g1 белый король | a8 чёрная ладья · b8 чёрный конь · d8 чёрный ферзь · f8 чёрная ладья · g8 чёрный король · a7 чёрная пешка · b7 чёрный слон · c7 чёрная пешка · d7 чёрная пешка · e7 чёрный слон · f7 чёрная пешка · g7 чёрная пешка · h7 чёрная пешка · b6 чёрная пешка · e6 чёрная пешка · g5 белый конь · c4 белая пешка · d4 белая пешка · c3 чёрный конь · g3 белая пешка · a2 белая пешка · b2 белая пешка · c2 белый ферзь · e2 белая пешка · f2 белая пешка · g2 белый слон · h2 белая пешка · a1 белая ладья · c1 белый слон · f1 белая ладья · g1 белый король | a8 чёрная ладья · b8 чёрный конь · d8 чёрный ферзь · f8 чёрная ладья · g8 чёрный король · a7 чёрная пешка · b7 чёрный слон · c7 чёрная пешка · d7 чёрная пешка · e7 чёрный слон · f7 чёрная пешка · g7 чёрная пешка · h7 чёрная пешка · b6 чёрная пешка · e6 чёрная пешка · g5 белый конь · c4 белая пешка · d4 белая пешка · c3 чёрный конь · g3 белая пешка · a2 белая пешка · b2 белая пешка · c2 белый ферзь · e2 белая пешка · f2 белая пешка · g2 белый слон · h2 белая пешка · a1 белая ладья · c1 белый слон · f1 белая ладья · g1 белый король | 4 |
| 3 | a8 чёрная ладья · b8 чёрный конь · d8 чёрный ферзь · f8 чёрная ладья · g8 чёрный король · a7 чёрная пешка · b7 чёрный слон · c7 чёрная пешка · d7 чёрная пешка · e7 чёрный слон · f7 чёрная пешка · g7 чёрная пешка · h7 чёрная пешка · b6 чёрная пешка · e6 чёрная пешка · g5 белый конь · c4 белая пешка · d4 белая пешка · c3 чёрный конь · g3 белая пешка · a2 белая пешка · b2 белая пешка · c2 белый ферзь · e2 белая пешка · f2 белая пешка · g2 белый слон · h2 белая пешка · a1 белая ладья · c1 белый слон · f1 белая ладья · g1 белый король | a8 чёрная ладья · b8 чёрный конь · d8 чёрный ферзь · f8 чёрная ладья · g8 чёрный король · a7 чёрная пешка · b7 чёрный слон · c7 чёрная пешка · d7 чёрная пешка · e7 чёрный слон · f7 чёрная пешка · g7 чёрная пешка · h7 чёрная пешка · b6 чёрная пешка · e6 чёрная пешка · g5 белый конь · c4 белая пешка · d4 белая пешка · c3 чёрный конь · g3 белая пешка · a2 белая пешка · b2 белая пешка · c2 белый ферзь · e2 белая пешка · f2 белая пешка · g2 белый слон · h2 белая пешка · a1 белая ладья · c1 белый слон · f1 белая ладья · g1 белый король | a8 чёрная ладья · b8 чёрный конь · d8 чёрный ферзь · f8 чёрная ладья · g8 чёрный король · a7 чёрная пешка · b7 чёрный слон · c7 чёрная пешка · d7 чёрная пешка · e7 чёрный слон · f7 чёрная пешка · g7 чёрная пешка · h7 чёрная пешка · b6 чёрная пешка · e6 чёрная пешка · g5 белый конь · c4 белая пешка · d4 белая пешка · c3 чёрный конь · g3 белая пешка · a2 белая пешка · b2 белая пешка · c2 белый ферзь · e2 белая пешка · f2 белая пешка · g2 белый слон · h2 белая пешка · a1 белая ладья · c1 белый слон · f1 белая ладья · g1 белый король | a8 чёрная ладья · b8 чёрный конь · d8 чёрный ферзь · f8 чёрная ладья · g8 чёрный король · a7 чёрная пешка · b7 чёрный слон · c7 чёрная пешка · d7 чёрная пешка · e7 чёрный слон · f7 чёрная пешка · g7 чёрная пешка · h7 чёрная пешка · b6 чёрная пешка · e6 чёрная пешка · g5 белый конь · c4 белая пешка · d4 белая пешка · c3 чёрный конь · g3 белая пешка · a2 белая пешка · b2 белая пешка · c2 белый ферзь · e2 белая пешка · f2 белая пешка · g2 белый слон · h2 белая пешка · a1 белая ладья · c1 белый слон · f1 белая ладья · g1 белый король | a8 чёрная ладья · b8 чёрный конь · d8 чёрный ферзь · f8 чёрная ладья · g8 чёрный король · a7 чёрная пешка · b7 чёрный слон · c7 чёрная пешка · d7 чёрная пешка · e7 чёрный слон · f7 чёрная пешка · g7 чёрная пешка · h7 чёрная пешка · b6 чёрная пешка · e6 чёрная пешка · g5 белый конь · c4 белая пешка · d4 белая пешка · c3 чёрный конь · g3 белая пешка · a2 белая пешка · b2 белая пешка · c2 белый ферзь · e2 белая пешка · f2 белая пешка · g2 белый слон · h2 белая пешка · a1 белая ладья · c1 белый слон · f1 белая ладья · g1 белый король | a8 чёрная ладья · b8 чёрный конь · d8 чёрный ферзь · f8 чёрная ладья · g8 чёрный король · a7 чёрная пешка · b7 чёрный слон · c7 чёрная пешка · d7 чёрная пешка · e7 чёрный слон · f7 чёрная пешка · g7 чёрная пешка · h7 чёрная пешка · b6 чёрная пешка · e6 чёрная пешка · g5 белый конь · c4 белая пешка · d4 белая пешка · c3 чёрный конь · g3 белая пешка · a2 белая пешка · b2 белая пешка · c2 белый ферзь · e2 белая пешка · f2 белая пешка · g2 белый слон · h2 белая пешка · a1 белая ладья · c1 белый слон · f1 белая ладья · g1 белый король | a8 чёрная ладья · b8 чёрный конь · d8 чёрный ферзь · f8 чёрная ладья · g8 чёрный король · a7 чёрная пешка · b7 чёрный слон · c7 чёрная пешка · d7 чёрная пешка · e7 чёрный слон · f7 чёрная пешка · g7 чёрная пешка · h7 чёрная пешка · b6 чёрная пешка · e6 чёрная пешка · g5 белый конь · c4 белая пешка · d4 белая пешка · c3 чёрный конь · g3 белая пешка · a2 белая пешка · b2 белая пешка · c2 белый ферзь · e2 белая пешка · f2 белая пешка · g2 белый слон · h2 белая пешка · a1 белая ладья · c1 белый слон · f1 белая ладья · g1 белый король | a8 чёрная ладья · b8 чёрный конь · d8 чёрный ферзь · f8 чёрная ладья · g8 чёрный король · a7 чёрная пешка · b7 чёрный слон · c7 чёрная пешка · d7 чёрная пешка · e7 чёрный слон · f7 чёрная пешка · g7 чёрная пешка · h7 чёрная пешка · b6 чёрная пешка · e6 чёрная пешка · g5 белый конь · c4 белая пешка · d4 белая пешка · c3 чёрный конь · g3 белая пешка · a2 белая пешка · b2 белая пешка · c2 белый ферзь · e2 белая пешка · f2 белая пешка · g2 белый слон · h2 белая пешка · a1 белая ладья · c1 белый слон · f1 белая ладья · g1 белый король | 3 |
| 2 | a8 чёрная ладья · b8 чёрный конь · d8 чёрный ферзь · f8 чёрная ладья · g8 чёрный король · a7 чёрная пешка · b7 чёрный слон · c7 чёрная пешка · d7 чёрная пешка · e7 чёрный слон · f7 чёрная пешка · g7 чёрная пешка · h7 чёрная пешка · b6 чёрная пешка · e6 чёрная пешка · g5 белый конь · c4 белая пешка · d4 белая пешка · c3 чёрный конь · g3 белая пешка · a2 белая пешка · b2 белая пешка · c2 белый ферзь · e2 белая пешка · f2 белая пешка · g2 белый слон · h2 белая пешка · a1 белая ладья · c1 белый слон · f1 белая ладья · g1 белый король | a8 чёрная ладья · b8 чёрный конь · d8 чёрный ферзь · f8 чёрная ладья · g8 чёрный король · a7 чёрная пешка · b7 чёрный слон · c7 чёрная пешка · d7 чёрная пешка · e7 чёрный слон · f7 чёрная пешка · g7 чёрная пешка · h7 чёрная пешка · b6 чёрная пешка · e6 чёрная пешка · g5 белый конь · c4 белая пешка · d4 белая пешка · c3 чёрный конь · g3 белая пешка · a2 белая пешка · b2 белая пешка · c2 белый ферзь · e2 белая пешка · f2 белая пешка · g2 белый слон · h2 белая пешка · a1 белая ладья · c1 белый слон · f1 белая ладья · g1 белый король | a8 чёрная ладья · b8 чёрный конь · d8 чёрный ферзь · f8 чёрная ладья · g8 чёрный король · a7 чёрная пешка · b7 чёрный слон · c7 чёрная пешка · d7 чёрная пешка · e7 чёрный слон · f7 чёрная пешка · g7 чёрная пешка · h7 чёрная пешка · b6 чёрная пешка · e6 чёрная пешка · g5 белый конь · c4 белая пешка · d4 белая пешка · c3 чёрный конь · g3 белая пешка · a2 белая пешка · b2 белая пешка · c2 белый ферзь · e2 белая пешка · f2 белая пешка · g2 белый слон · h2 белая пешка · a1 белая ладья · c1 белый слон · f1 белая ладья · g1 белый король | a8 чёрная ладья · b8 чёрный конь · d8 чёрный ферзь · f8 чёрная ладья · g8 чёрный король · a7 чёрная пешка · b7 чёрный слон · c7 чёрная пешка · d7 чёрная пешка · e7 чёрный слон · f7 чёрная пешка · g7 чёрная пешка · h7 чёрная пешка · b6 чёрная пешка · e6 чёрная пешка · g5 белый конь · c4 белая пешка · d4 белая пешка · c3 чёрный конь · g3 белая пешка · a2 белая пешка · b2 белая пешка · c2 белый ферзь · e2 белая пешка · f2 белая пешка · g2 белый слон · h2 белая пешка · a1 белая ладья · c1 белый слон · f1 белая ладья · g1 белый король | a8 чёрная ладья · b8 чёрный конь · d8 чёрный ферзь · f8 чёрная ладья · g8 чёрный король · a7 чёрная пешка · b7 чёрный слон · c7 чёрная пешка · d7 чёрная пешка · e7 чёрный слон · f7 чёрная пешка · g7 чёрная пешка · h7 чёрная пешка · b6 чёрная пешка · e6 чёрная пешка · g5 белый конь · c4 белая пешка · d4 белая пешка · c3 чёрный конь · g3 белая пешка · a2 белая пешка · b2 белая пешка · c2 белый ферзь · e2 белая пешка · f2 белая пешка · g2 белый слон · h2 белая пешка · a1 белая ладья · c1 белый слон · f1 белая ладья · g1 белый король | a8 чёрная ладья · b8 чёрный конь · d8 чёрный ферзь · f8 чёрная ладья · g8 чёрный король · a7 чёрная пешка · b7 чёрный слон · c7 чёрная пешка · d7 чёрная пешка · e7 чёрный слон · f7 чёрная пешка · g7 чёрная пешка · h7 чёрная пешка · b6 чёрная пешка · e6 чёрная пешка · g5 белый конь · c4 белая пешка · d4 белая пешка · c3 чёрный конь · g3 белая пешка · a2 белая пешка · b2 белая пешка · c2 белый ферзь · e2 белая пешка · f2 белая пешка · g2 белый слон · h2 белая пешка · a1 белая ладья · c1 белый слон · f1 белая ладья · g1 белый король | a8 чёрная ладья · b8 чёрный конь · d8 чёрный ферзь · f8 чёрная ладья · g8 чёрный король · a7 чёрная пешка · b7 чёрный слон · c7 чёрная пешка · d7 чёрная пешка · e7 чёрный слон · f7 чёрная пешка · g7 чёрная пешка · h7 чёрная пешка · b6 чёрная пешка · e6 чёрная пешка · g5 белый конь · c4 белая пешка · d4 белая пешка · c3 чёрный конь · g3 белая пешка · a2 белая пешка · b2 белая пешка · c2 белый ферзь · e2 белая пешка · f2 белая пешка · g2 белый слон · h2 белая пешка · a1 белая ладья · c1 белый слон · f1 белая ладья · g1 белый король | a8 чёрная ладья · b8 чёрный конь · d8 чёрный ферзь · f8 чёрная ладья · g8 чёрный король · a7 чёрная пешка · b7 чёрный слон · c7 чёрная пешка · d7 чёрная пешка · e7 чёрный слон · f7 чёрная пешка · g7 чёрная пешка · h7 чёрная пешка · b6 чёрная пешка · e6 чёрная пешка · g5 белый конь · c4 белая пешка · d4 белая пешка · c3 чёрный конь · g3 белая пешка · a2 белая пешка · b2 белая пешка · c2 белый ферзь · e2 белая пешка · f2 белая пешка · g2 белый слон · h2 белая пешка · a1 белая ладья · c1 белый слон · f1 белая ладья · g1 белый король | 2 |
| 1 | a8 чёрная ладья · b8 чёрный конь · d8 чёрный ферзь · f8 чёрная ладья · g8 чёрный король · a7 чёрная пешка · b7 чёрный слон · c7 чёрная пешка · d7 чёрная пешка · e7 чёрный слон · f7 чёрная пешка · g7 чёрная пешка · h7 чёрная пешка · b6 чёрная пешка · e6 чёрная пешка · g5 белый конь · c4 белая пешка · d4 белая пешка · c3 чёрный конь · g3 белая пешка · a2 белая пешка · b2 белая пешка · c2 белый ферзь · e2 белая пешка · f2 белая пешка · g2 белый слон · h2 белая пешка · a1 белая ладья · c1 белый слон · f1 белая ладья · g1 белый король | a8 чёрная ладья · b8 чёрный конь · d8 чёрный ферзь · f8 чёрная ладья · g8 чёрный король · a7 чёрная пешка · b7 чёрный слон · c7 чёрная пешка · d7 чёрная пешка · e7 чёрный слон · f7 чёрная пешка · g7 чёрная пешка · h7 чёрная пешка · b6 чёрная пешка · e6 чёрная пешка · g5 белый конь · c4 белая пешка · d4 белая пешка · c3 чёрный конь · g3 белая пешка · a2 белая пешка · b2 белая пешка · c2 белый ферзь · e2 белая пешка · f2 белая пешка · g2 белый слон · h2 белая пешка · a1 белая ладья · c1 белый слон · f1 белая ладья · g1 белый король | a8 чёрная ладья · b8 чёрный конь · d8 чёрный ферзь · f8 чёрная ладья · g8 чёрный король · a7 чёрная пешка · b7 чёрный слон · c7 чёрная пешка · d7 чёрная пешка · e7 чёрный слон · f7 чёрная пешка · g7 чёрная пешка · h7 чёрная пешка · b6 чёрная пешка · e6 чёрная пешка · g5 белый конь · c4 белая пешка · d4 белая пешка · c3 чёрный конь · g3 белая пешка · a2 белая пешка · b2 белая пешка · c2 белый ферзь · e2 белая пешка · f2 белая пешка · g2 белый слон · h2 белая пешка · a1 белая ладья · c1 белый слон · f1 белая ладья · g1 белый король | a8 чёрная ладья · b8 чёрный конь · d8 чёрный ферзь · f8 чёрная ладья · g8 чёрный король · a7 чёрная пешка · b7 чёрный слон · c7 чёрная пешка · d7 чёрная пешка · e7 чёрный слон · f7 чёрная пешка · g7 чёрная пешка · h7 чёрная пешка · b6 чёрная пешка · e6 чёрная пешка · g5 белый конь · c4 белая пешка · d4 белая пешка · c3 чёрный конь · g3 белая пешка · a2 белая пешка · b2 белая пешка · c2 белый ферзь · e2 белая пешка · f2 белая пешка · g2 белый слон · h2 белая пешка · a1 белая ладья · c1 белый слон · f1 белая ладья · g1 белый король | a8 чёрная ладья · b8 чёрный конь · d8 чёрный ферзь · f8 чёрная ладья · g8 чёрный король · a7 чёрная пешка · b7 чёрный слон · c7 чёрная пешка · d7 чёрная пешка · e7 чёрный слон · f7 чёрная пешка · g7 чёрная пешка · h7 чёрная пешка · b6 чёрная пешка · e6 чёрная пешка · g5 белый конь · c4 белая пешка · d4 белая пешка · c3 чёрный конь · g3 белая пешка · a2 белая пешка · b2 белая пешка · c2 белый ферзь · e2 белая пешка · f2 белая пешка · g2 белый слон · h2 белая пешка · a1 белая ладья · c1 белый слон · f1 белая ладья · g1 белый король | a8 чёрная ладья · b8 чёрный конь · d8 чёрный ферзь · f8 чёрная ладья · g8 чёрный король · a7 чёрная пешка · b7 чёрный слон · c7 чёрная пешка · d7 чёрная пешка · e7 чёрный слон · f7 чёрная пешка · g7 чёрная пешка · h7 чёрная пешка · b6 чёрная пешка · e6 чёрная пешка · g5 белый конь · c4 белая пешка · d4 белая пешка · c3 чёрный конь · g3 белая пешка · a2 белая пешка · b2 белая пешка · c2 белый ферзь · e2 белая пешка · f2 белая пешка · g2 белый слон · h2 белая пешка · a1 белая ладья · c1 белый слон · f1 белая ладья · g1 белый король | a8 чёрная ладья · b8 чёрный конь · d8 чёрный ферзь · f8 чёрная ладья · g8 чёрный король · a7 чёрная пешка · b7 чёрный слон · c7 чёрная пешка · d7 чёрная пешка · e7 чёрный слон · f7 чёрная пешка · g7 чёрная пешка · h7 чёрная пешка · b6 чёрная пешка · e6 чёрная пешка · g5 белый конь · c4 белая пешка · d4 белая пешка · c3 чёрный конь · g3 белая пешка · a2 белая пешка · b2 белая пешка · c2 белый ферзь · e2 белая пешка · f2 белая пешка · g2 белый слон · h2 белая пешка · a1 белая ладья · c1 белый слон · f1 белая ладья · g1 белый король | a8 чёрная ладья · b8 чёрный конь · d8 чёрный ферзь · f8 чёрная ладья · g8 чёрный король · a7 чёрная пешка · b7 чёрный слон · c7 чёрная пешка · d7 чёрная пешка · e7 чёрный слон · f7 чёрная пешка · g7 чёрная пешка · h7 чёрная пешка · b6 чёрная пешка · e6 чёрная пешка · g5 белый конь · c4 белая пешка · d4 белая пешка · c3 чёрный конь · g3 белая пешка · a2 белая пешка · b2 белая пешка · c2 белый ферзь · e2 белая пешка · f2 белая пешка · g2 белый слон · h2 белая пешка · a1 белая ладья · c1 белый слон · f1 белая ладья · g1 белый король | 1 |
|   | a | b | c | d | e | f | g | h |   |

Бартоломью О’Салливан (англ. Bartholomew O’Sullivan, 1900, Лимерик — 20 марта 1978, Дублин) — ирландский шахматист.
Чемпион Ирландии 1939 и 1946 гг.
В 1947 г. представлял Ирландию в зональном турнире претендентского цикла 1948—1950. В данном соревновании сыграл 13 партий, из которых проиграл 12 и ещё 1 (с Ш. Дёрнером) завершил вничью.
Широкую известность получила партия Б. О’Салливана с Н. С. Россолимо (черные). В новоиндийской защите после обычных ходов 1. d4 Кf6 2. c4 e6 3. Кf3 b6 4. g3 Сb7 5. Сg2 Сe7 6. 0-0 0-0 7. Кc3 Кe4 8. Фc2 К:c3 О’Салливан не взял коня ферзем или пешкой, а сыграл 9. Кg5 по аналогии с вариантом 1. d4 Кf6 2. c4 e6 3. Кf3 b6 4. g3 Сb7 5. Сg2 Сb4+ 6. Сd2 С:d2+ 7. Ф:d2 0-0 8. Кc3 Кe4 9. Фc2 К:c3, где ход 10. Кg5 приводит к выигрышу качества (Монтичелли — Прокеш, Будапешт, 1926 г.). В данной ситуации (см. диаграмму), однако, этот манёвр оказался ошибочным: после 9… К:e2+! 10. Ф:e2 С:g2 белым пришлось сдаться ввиду потери фигуры.